# Christiane Papon
Christiane Papon z domu Eraud (ur. 3 września 1924 w Wiedniu, zm. 8 stycznia 2023) – francuska polityk i działaczka partyjna, od 1986 do 1993 deputowana Zgromadzenia Narodowego, od 1987 do 1989 posłanka do Parlamentu Europejskiego II kadencji.

## Życiorys
Zaangażowała się w działalność Zgromadzenia na rzecz Republiki. Należała do biura politycznego partii, od 1975 do 1988 kierowała Femme Avenir, organizacją kobiecą RPR. W latach 1986–1992 była członkiem Zgromadzenia Narodowego VIII i IX kadencji. W październiku 1987 uzyskała mandat posłanki do Parlamentu Europejskiego w miejsce Jean-Pierre’a Cassabela. Przystąpiła do Europejskiego Sojuszu Demokratycznego.

## Odznaczenia
Odznaczona Legią Honorową V klasy (2000) oraz Krzyżem Wielkim Orderu Narodowego Zasługi (2008).